# Alien vs. Predator: The Last of His Clan
Pour les articles homonymes, voir Aliens vs. Predator.
Alien vs. Predator: The Last of His Clan est un jeu vidéo d'action développé par ASK Kodansha et édité par Activision, sorti en 1993 sur Game Boy.

## Accueil
- Electronic Gaming Monthly : 6/10[1]